# Djuna Barnes
Djuna Barnes (ur. 12 czerwca 1892 okolice Cornwall-on-Hudson, zm. 18 czerwca 1982 w Nowym Jorku) – amerykańska pisarka, która odegrała istotną rolę w rozwoju XX-wiecznego anglojęzycznego modernizmu literackiego.

## Życiorys
Urodziła się w chacie z bali na górze Storm King Mountain koło Cornwall-on-Hudson w stanie Nowy Jork. Była jedną z czołowych postaci paryskiej bohemy lat 20. i 30. XX w., dokąd przeniosła się z Greenwich Village, gdzie była dziennikarką „Vanity Fair” i „The New Yorker”. Do jej znajomych należeli: Elsa von Freytag-Loringhoven, Peggy Guggenheim, James Joyce, Gertrude Stein.
Jej powieść Nightwood napisana w oryginalnym stylu z wątkami lesbijskimi, stała się kultowym dziełem modernistycznym, w czym pomógł wstęp T.S. Eliota. W Polsce powieść ukazała się pod tytułem Ostępy nocy w tłumaczeniu Marcina Szustera (2018).
Była orientacji homo- lub biseksualnej.